# تحويل الصوت على أساس الاسترجاع
تحويل الصوت على أساس الاسترجاع (بالإنجليزية: Retrieval-based Voice Conversion باختصار RVC)‏ عبارة عن خوارزمية ذكاء اصطناعي مفتوحة المصدر لتحويل الصوت حيث تتيح تحويلات كلام إلى كلام واقعية، مع الحفاظ بدقة على خصائص التجويد والصوت للمتحدث الأصلي.

## ملخص
على عكس أنظمة تحويل النص إلى كلام مثل إلفن لابس، يختلف تحويل الصوت على أساس الاسترجاع بتوفير مخرجات تحويل الكلام إلى كلام. فهو يحافظ على السمات الصوتية للمتحدث الأصلي، مما يجعله مناسبًا للتطبيقات التي تكون فيها النغمة العاطفية أمرًا بالغ الأهمية.
تتيح الخوارزمية تحويل صوت مُعالَج مسبقًا ووقت الحديث مع زمن استجابة منخفض. تمثل قدرة وقت الحديث تقدمًا كبيرًا مقارنةً بتقنيات تحويل الصوت السابقة المستندة إلى الذكاء الاصطناعي. وقد دفعت سرعته ودقته الكثيرين إلى ملاحظة أن الأصوات التي تم إنشاؤها تبدو غير قابلة للتمييز تقريبًا عن "الحياة الواقعية"، بشرط توفر المواصفات والموارد الحسابية الكافية (على سبيل المثال، وحدة معالجة رسومات قوية وذاكرة وصول عشوائي وفيرة) عند تشغيلها محليًا وأن يتم استخدام نماذج صوتية عالية الجودة.

## التطبيقات والمخاوف
تتيح هذه التقنية تغيير الصوت وتقليده، مما يسمح للمستخدمين بإنشاء نماذج دقيقة للآخرين باستخدام قدر ضئيل من الدقائق من عينات الصوت الواضحة. يمكن حفظ هذه النماذج الصوتية بصيغة.pth (باي تورش) ومشاركتها. وفي حين أن هذه الإمكانية تسهل العديد من التطبيقات الإبداعية، إلا أنها أثارت أيضًا مخاوف بشأن سوء الاستخدام المحتمل كالتزييف العميق لسرقة الهوية وانتحال ضار لشخصية من خلال المكالمات الصوتية.

### في الثقافة الشعبية
تم استخدام الخوارزمية لإنشاء أغاني كاستبدال الأصوات بشخصيات كرتونية. اكتسبت هذه الأغاني المولدة بالذكاء الاصطناعي -والتي يمكن أن تبدو مشابهة بشكل لافت للنظر لتقليد الأصوات- شعبية على منصات مثل يوتيوب باعتبارها ميمز طريفة.

## طالع أيضًا
- إلفن لابس

## روابط خارجية
- Retrieval-based-Voice-Conversion-WebUI على غيت هاب